# Consent Management Platform
Eine Consent Management Platform (engl. Plattform zur Verwaltung von Einwilligungen, kurz CMP) ist eine Software, mit der Website-Betreiber oder Anbieter von Web-Apps über ein Banner oder ein Pop-up eine datenschutzrechtliche Einwilligung der Besucher einholen und speichern, bevor Nutzerdaten über Website-Skripte erfasst werden (Tracking).
Das Transparency and Consent Framework (TCF) des Interactive Advertising Bureau definiert den Begriff der Consent Management Platform als „das Unternehmen oder die Organisation, das beziehungsweise die die Transparenz für und die Einwilligung und Widersprüche des Endnutzers zentralisiert und verwaltet.“
Die belgische Datenschutzaufsichtsbehörde APD hat im Februar 2022 in Abstimmung mit dem europäischen Datenschutzausschuss entschieden, dass das Transparency and Consent Framework, mit dem viele Unternehmen über gängigen Softwarelösungen Einwilligungen einholen, rechtswidrig ist. Das IAB hat gegen diese Entscheidung Klage erhoben.

## Bedeutung
Soweit die Verarbeitung personenbezogener Daten nicht anderweitig erlaubt ist, bedarf sie einer Einwilligung der betroffenen Person, in der EU nach den Art. 6 Abs. 1 lit. a und 7 der Datenschutz-Grundverordnung. Die Einwilligung muss dabei vor Beginn der Datenverarbeitung und auf der Grundlage einer ausreichenden Information der betroffenen Person freiwillig abgegeben werden. Mit einer Consent Management Platform können wirksame Einwilligungen von Nutzern durch eine vorgeschaltete Abfrage beim ersten Aufruf einer Website oder einer Web-App eingeholt werden.

## Funktion
Beim erstmaligen Öffnen einer Website, das heißt beim ersten HTTP-Request, zeigt die Consent Management Platform ein Banner oder ein Pop-up als eigenes HTML-Element an. Vom Betreiber definierte Skripte der Website, die Nutzerdaten erfassen und dafür eine Einwilligung benötigen, werden erst nach der Erteilung der Einwilligung zum Beispiel durch Setzen eines Häkchens oder Anklicken einer Schaltfläche ausgeführt. Die  Angaben des Nutzers werden von der Consent Management Platform gespeichert, damit bei einem weiteren Aufruf der Website der Consent-Banner nicht erneut angezeigt werden muss und damit die Einwilligung zu Beweiszwecken gesichert ist. Schließlich ermöglicht die Consent Management Platform eine nachträgliche Änderung oder den Widerruf der erteilten Einwilligung beispielsweise über eine Schaltfläche in der Datenschutzerklärung (Opt-out). Partnern und Dritt-Anbietern kann der Umfang der Nutzer-Einwilligung durch Übertragung einer kodierten Zeichenkette zugänglich gemacht werden.